# Oh Maman !
Singles de Lissandro
Feeling good
(2023)
Clip vidéo
[vidéo] « Oh Maman ! », sur YouTube
Chansons représentant la France au Concours Eurovision de la chanson junior
Tic Tac
(2021) Cœur
(2023)
Oh Maman ! est une chanson écrite et composée par Frédéric Chateau et Barbara Pravi et interprétée par Lissandro.
C'est la chanson gagnante du Concours Eurovision de la chanson junior 2022. Elle permet à la France d'obtenir une deuxième victoire après celle de Valentina en 2020.

## Genèse
D'une durée de 2 minutes et 52 secondes, la chanson est écrite par Frédéric Château (qui a écrit pour de nombreux artistes français comme Florent Pagny, Patricia Kaas ou encore M. Pokora) et Barbara Pravi,,. C'est la troisième fois que Barbara Pravi coécrit la chanson de la France à l'Eurovision Junior, après Bim Bam Toi en 2019, et J'Imagine en 2020,. La cheffe de la délégation française à l'Eurovision et directrice des variétés de France Télévisions, Alexandra Redde-Amiel, décrit la chanson comme « un mélange délicieux entre Bruno Mars et Elvis qui va faire ‘groover’ l'Europe ».
La chanson aborde le thème du rêve et du pouvoir de l'imagination.

## Eurovision Junior 2022

### Annonce et sortie de la chanson
Le 28 octobre 2022, Lissandro est annoncé comme représentant de la France à l'Eurovision Junior 2022 par France Télévisions,,. Le jour même, la chanson sort en single.
Le clip de la chanson est dévoilé le 6 novembre sur la chaîne YouTube de l'Eurovision Junior,.

### Victoire de Lissandro
Lors de l'Eurovision junior 2022 qui a lieu 11 décembre 2022, Lissandro interprète Oh Maman ! en 6e dans l'ordre de passage, entre l'Italie et l'Albanie. La chanson obtient 132 points du jury et 71 du public via le vote en ligne et remporte l'Eurovision Junior avec 203 points, devançant l'Arménie et la Géorgie,,.